# Traducciones de la Biblia al sogdiano

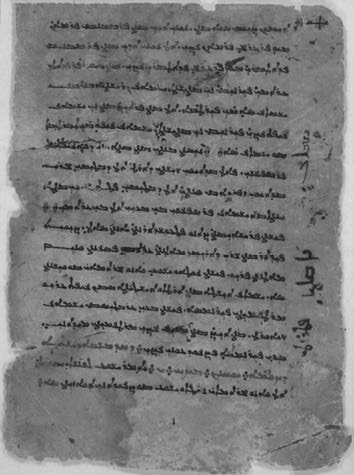
Una página de un leccionario siríaco oriental (Lucas 16) del salterio sogdiano de Turfán descubierto en Bulayïq.

En los siglos IX y X se tradujeron porciones de la Biblia al idioma sogdiano. Todos los manuscritos que sobrevivieron son textos litúrgicos incompletos de salterios y leccionarios, destinados a ser leídos los domingos y días litúrgicos. Se desconoce si se hizo una traducción completa de un solo libro de la Biblia, aunque el texto conocido como C13 puede ser un fragmento de un completo Evangelio de Mateo. Todos los textos, excepto uno, están escritos en escritura siríaca; solo se conservan unas pocas páginas del Libro de los salmos escritas en escritura sogdiana.
Ninguno de los textos sogdianos que han sobrevivido fue traducido del hebreo o del griego, los dos idiomas en los que se escribió originalmente la Biblia. Todos, salvo uno, derivan de traducciones siríacas, en su mayoría de la Peshitta, pero con algunas lecturas en C5 que podrían ser de la Vetus Syra (i.e., traducción de los cuatro evangelios en versión siríaca antigua) o del Diatessaron. Uno de ellos, un texto del salmo 33 bajo un encabezamiento griego, fue traducido de la Septuaginta. Varias traducciones sogdianas de obras no bíblicas, tanto cristianas como maniqueas, contienen citas bíblicas, pero estas fueron traducidas junto con las obras en las que se encuentran.
Todos los textos bíblicos sogdianos que han sobrevivido se encontraron en las ruinas del monasterio de Bulayïq, cerca de Turfán, que estaba afiliado a la antigua Iglesia siríaca del Oriente. El fragmento del salmo 33 traducido del griego probablemente perteneció originalmente a la comunidad melquita de Taskent en Sogdiana propia, que era una comunidad había llegado a Transoxiana en el año 762, estableciendo su base en Taskent. En el mismo sitio se han encontrado textos bíblicos en siríaco, persa medio (o pahlaví) y nuevo persa. Parece que el sogdiano, la lengua vernácula local, desplazó gradualmente al persa medio, la lengua vernácula de los primeros misioneros, y a su vez fue reemplazado por el nuevo persa a medida que esa lengua se difundía en Asia Central. Sin embargo, hacia el final, la primera lengua de la mayoría de los monjes de Bulayïq era el uigur antiguo.
La Biblia no ha sido traducida al idioma yagnobi, también conocido como neo-sogdiano, el único descendiente sobreviviente del sogdiano.

## Manuscritos
1. Manuscrito C5: leccionario evangélico con partes de Mateo, Lucas y Juan, pero no de Marcos. Los textos bíblicos son sogdianos, pero las rúbricas y los íncipits están en siríaco.[2]
2. Manuscrito C13: dos fragmentos de una misma página muestran texto del comienzo de Mateo tanto en sogdiano como en siríaco.[2]
3. Manuscrito C23: leccionario bilingüe sogdiano-siríaco de las epístolas paulinas.[2]
4. Leccionarios bilingües de un evangelio sogdiano-siríaco en los que la traducción se alterna frase por frase.[2]
5. Salterio bilingüe sogdiano-siríaco con títulos en siríaco. Solo aparece el primer versículo de cada salmo.[2]
6. Un fragmento que contiene el salmo 33 en sogdiano con un íncipit griego.[2]
7. Algunos salmos en escritura sogdiana.[3]